# Фазано, Фредерик
Антонио Фредерик Фазано (итал. Antonio Frederic Fasano; род. 1969) — итальянский кинооператор. Наиболее известен благодаря сотрудничеству с Азией и Дарио Ардженто. Однако работает и в других жанрах, например, над детским телесериалом «Помощники».

## Биография
Родился в Дании, рос в Копенгагене, а после проживая в сицилийском городке Ното, в подростковом возрасте увлёкся фотографией и начал снимать для местной газеты и участвовать в первых фотовыставках. В 1988 переехал в Милан, устроившись помощником по предметной фотографии. В 1993 году открыл в Милане собственную фотостудию. В 1995 году окончил Миланскую школу кино, телевидения и новых медиа. Несколько лет работал помощником кинооператора, а также снимал рекламные ролики и музыкальные видео. В 1997 году создал продюсерское агентство. В 1999 году впервые выступил в роли режиссёра, сняв полнометражный фильм «Алая дива». С 2000 года в качестве оператора снял свыше тридцати полнометражных фильмов, а также ряд работ для телевидения. С 2009 года живёт в Нью-Йорке.
В 2017 году получил приз кинофестиваля Woods Hole Film Festival за лучшую операторскую работу (художественный фильм). Активно работает в телевизионных и стриминговых проектах, среди которых Too Cute (канал Animal Planet), Almost There (DIRECTV), «Подлый Пит» (Amazon Prime Video), 26 эпизодов сериала «Помощники» (Sesame Workshop, Apple TV+).

## Избранная фильмография
- 1999 — Безжалостный / Lo spietato (Азия Ардженто, короткометражный)
- 2000 — Пурпурная дива / Scarlet Diva (Азия Ардженто)
- 2001 — Абсент / L’assenzio (Азия Ардженто, короткометражный)
- 2003 — Северный мыс / Capo Nord (Карло Лульо)
- 2005 — Вам нравится Хичкок? / Ti piace Hitchcock? (Дарио Ардженто)
- 2007 — Мать слёз / La terza madre (Дарио Ардженто)
- 2009 — Джалло / Giallo (Дарио Ардженто)
- 2015 — Секс, смерть и боулинг / Sex, Death and Bowling (Элли Уокер)
- 2017 — Может ли здесь случиться Гитлер? / Can Hitler Happen Here? (Саския Рифкин)
- 2021 — Намного больше / Far More (Элли Уокер)

## Награды и номинации
| Премия                    | Год  | Категория                                              | Фильм                            | Итог   |
| ------------------------- | ---- | ------------------------------------------------------ | -------------------------------- | ------ |
| Кинофестиваль в Вудс Холе | 2017 | Festival Director’s Award (лучшая операторская работа) | Может ли здесь случиться Гитлер? | Победа |